# Махаиза
Махаиза (на малгашки: Mahaiza) е селище и община в централен Мадагаскар, регион Вакинанкаратра, окръг Бетафо. Населението на общината през 2001 година е 18 021 души.